# Harpactea dumonti
Harpactea dumonti este o specie de păianjeni din genul Harpactea, familia Dysderidae, descrisă de Robert Bosmans și Beladjal, 1991.
Este endemică în Algeria. Conform Catalogue of Life specia Harpactea dumonti nu are subspecii cunoscute.